# Риден ам Форгензе
Риден ам Форгензе (њем. Rieden am Forggensee) општина је у њемачкој савезној држави Баварска. Једно је од 45 општинских средишта округа Осталгој. Према процјени из 2010. у општини је живјело 1.256 становника. Посједује регионалну шифру (AGS) 9777163.

## Географски и демографски подаци
Риден ам Форгензе се налази у савезној држави Баварска у округу Осталгој. Општина се налази на надморској висини од 814 метара. Површина општине износи 13,2 km². У самом мјесту је, према процјени из 2010. године, живјело 1.256 становника. Просјечна густина становништва износи 95 становника/km².